# Claudia Sessa
Claudia Sessa, född 1570, död 1617, var en italiensk sångerska, kompositör och nunna.
Två av hennes sakrala kompositioner är kända: Vattene pur, lasciva orechia humana och Occhi io vissi di voi, inkluderade i antologin Canoro pianto di Maria Vergine från 1613, en samling madrigaler "för en röst som ska sjungas på chitaronen eller andra liknande instrument" komponerade av olika författare baserat på dikter om andliga ämnen. Sessa är den enda kvinnliga kompositören i boken.